# Zander Cannon
Zander Cannon   (Boston, 1 de novembre de 1972) es un autor de còmics.

## Biografia
Zander, va néixer a Boston, Massachusetts l'1 de novembre de 1972. Després de graduar-se al Grinnell College d'Iowa el 1995 va fer el seu primer còmic com a professional escrivint el guió i el dibuix, The Chainsaw Vigilante. El seu següent còmic com a autor va ser Knute's Escapes, on explicava els intents de fugida d'un nen esclau anomenat Knute. Aquest personatge va tenir continuïtat a la sèrie The Replacement God publicada per Image Comics i Slave Labor. Per la sèrie Top Ten, guanyadora d'un premi Eisner el 2001, amb guions d'Alan Moore i dibuix de Gene Ha, Zander va fer-ne el disseny. Amb Alan Moore als guions i Zander al dibuix varen crear la minisèrie, Smax, publicada en castellà per Norma Editorial amb el títol Smax el Bárbaro. D'altres títols on ha participat són; Lucifer, Fabulas, Tomorrow Stories i a la sèrie de superherois Justice Society of America.
Zander, va ser un dels fundadors amb Shad Petosky i Kevin Cannon (malgrat compartir el cognom no tenen cap relacio de parentiu) de Big Time Attic treballant per la qual ha il·lustrat per al govern dels EUA, Space Weather, Space Junk i Journey Along, en un treball de difusió de la comunitat científica.
A la novel·la grafica Bone Sharps, Cowboys, and Thunder Lizards, hi ha col·laborat fent il·lustracions.